# Historism
Historism, ibland skrivet historicism, är den idétradition inom humanistisk och samhällsvetenskaplig forskning som betonar att alla företeelser måste förstås historiskt och att historiska händelser till sin karaktär är unika (das Einmalige). En förgrundsgestalt inom denna idétratition är den tyske historikern Leopold von Ranke (1795–1886), genom sin påverkan av Johann Gottfried Herder.
Historism, uppkom som historiefilosofisk ståndpunkt i norra Tyskland, England och Frankrike under första hälften av 1800-talet. Leopold von Ranke och Wilhelm Dilthey (1833-1911) var tyska pionjärer, som betecknade alla kulturyttringar som produkter av den historiska utvecklingen och alltså förnekade dessas beroende av tidlöst giltiga normer. Historismen var en reaktion mot händelserna i Frankrike 1789 och vad denna revolution innebar. Motsvarande teori inom rättsfilosofi kallas den historiska skolan.